# جمادى الآخرة
- السبت
- الأحد
- الاثنين
- الثلاثاء
- الأربعاء
- الخميس
- الجمعة

- 2830 نوفمبر 2024
- 291 ديسمبر 2024
- 12 ديسمبر 2024
- 23 ديسمبر 2024
- 34 ديسمبر 2024
- 45 ديسمبر 2024
- 56 ديسمبر 2024
- 67 ديسمبر 2024
- 78 ديسمبر 2024
- 89 ديسمبر 2024
- 910 ديسمبر 2024
- 1011 ديسمبر 2024
- 1112 ديسمبر 2024
- 1213 ديسمبر 2024
- 1314 ديسمبر 2024
- 1415 ديسمبر 2024
- 1516 ديسمبر 2024
- 1617 ديسمبر 2024
- 1718 ديسمبر 2024
- 1819 ديسمبر 2024
- 1920 ديسمبر 2024
- 2021 ديسمبر 2024
- 2122 ديسمبر 2024
- 2223 ديسمبر 2024
- 2324 ديسمبر 2024
- 2425 ديسمبر 2024
- 2526 ديسمبر 2024
- 2627 ديسمبر 2024
- 2728 ديسمبر 2024
- 2829 ديسمبر 2024
- 2930 ديسمبر 2024
- 3031 ديسمبر 2024
- 11 يناير 2025
- 22 يناير 2025
- 33 يناير 2025

جُمَادَى الآخِرَة هو الشهر السادس من التقويم الهجري. والشهور العربية كلها مذكرة إلا جُمادَى الأولى وجمادى الآخرة فإنهما مؤنثتان. ويخطئ من يسميه جمادى الثاني أو جمادى الثانية فلم يَرِدْ عن العرب قبل الإسلام أو بعده إلا جمادَى الآخرة. وقد سُمّي الجماديان بهذا الاسم في عهد كلاب بن مرة الجد الخامس للرسول، وذلك نحو عام 412م. وتذكر الروايات أن السبب في تسمية هذا الشهر بهذا الاسم أنه اتَّفق عند تسميته ـ هو وجمادى الأولى ـ أن الماء كان يتجمد فيهما من شِدَّة الصِّر؛ أي البرد القارس
ومن العرب من كان يسمي فصل الشتاء كله جُمادى سواء اتفق أن جاء الشتاء فيها أو في غيرها. ويبدو أن المناخ في فصل الشتاء كان شديد البرد في الوقت الذي كانت تحل فيه الجماديان خاصة شمالي الجزيرة العربية، حتى أن الناس كانوا يموتون في زمهرير الشتاء. وحدث أن أُمطرت بلاد تيماء بَرَدًا كالبيض في جمادى الأولى من سنة 226هـ فَقَتل منهم عددًا كبيرًا.
وكان العرب إذا قالوا جُمادى ستة يعنون به جمادى الآخرة وهي تمام ستة أشهر من أول السنة بعد (الصفران)؛ محرم وصفر، و(الربيعان) ربيع الأول والآخر، وجمادى الأولى. والدليل على تأنيث الجماديَيْن.

## أسماؤه
عرف العرب أربع سلاسل من الأسماء للشهور العربية قبل أن تستقر على آخرها التي نستخدمها الآن ـ وذلك حوالي مطلع القرن الخامس الميلادي. ولم يستخدموا هذه الأسماء في زمن واحد، ولا في مكان واحد. فقد كان للعرب العاربة أسماء يطلقونها على الشهور وكذلك العرب المستعربة؛ فعلى سبيل المثال، كانت ثمود تسمي جمادى الآخرة هَوْبَر، وكما ذكر ابن دريد في كتاب الوشاح أنهم كانوا يبتدئون شهورهم من (دَيْمر) وهو شهر رمضان.ومن الأسماء التي أطلقت عليه قبل الإسلام بزمن طويل واستعملته العرب العاربة زبّاء، والزباء تعني الداهية العظيمة، وهو اسم المرأة التي قتلت جذيمة الأبرش، وانتقم منها عمرو بن عدي بحيلة من قصير. ويقول أبو الريحان البيروني في كتابه الآثار الباقية عن القرون الخالية: إن الزباء هي الداهية العظيمة المتكاثفة، وسمي هذا الشهر بهذا الاسم لكثرة القتال فيه وتكاثفه؛ لأنه شهر يسبق أحد الأشهر الحرم وهو الشهر الأصم (رجب) من أسمائه أيضا أمْنَح وأيِّدة. ولما كان الجماديان شهري صقيع سميا شيبان وملْحان وذلك لابيضاض الأرض لما يكسوها من الثلج والصقيع.
واليوم الأشهب هو اليوم ذو الريح الشديدة الباردة لما فيه من الثلج والصقيع والبرد. وتسمى آخر ليلة من جمادى الآخرة الفَلتَة، كان العرب يغيرون فيها وإن كان هلال رجب قد طلع لأن تلك الساعة تعد من آخر جمادى الآخرة ما لم تغب الشمس.